# Liste der Ober- und Mittelzentren in Thüringen
Die Liste der Ober- und Mittelzentren in Thüringen listet die Oberzentren, Mittelzentren mit Teilfunktionen eines Oberzentrums und Mittelzentren  in Thüringen auf. Grundlage ist die am 9. Juli 2024 beschlossene Teilfortschreibung des Landesentwicklungsprogramms Thüringen, welches 2014 in Kraft trat und den Landesentwicklungsplan von 2004 ersetzte.
Die Einträge sind alphabetisch sortiert.

## Oberzentren
| Zentrum                                                                                 | Landkreis                                                                     |
| --------------------------------------------------------------------------------------- | ----------------------------------------------------------------------------- |
| Eisenach                                                                                | Wartburgkreis                                                                 |
| Erfurt                                                                                  | Kreisfreie Stadt                                                              |
| Gera                                                                                    | Kreisfreie Stadt                                                              |
| Jena                                                                                    | Kreisfreie Stadt                                                              |
| Nordhausen                                                                              | Nordhausen                                                                    |
| Südthüringen1 • Suhl • Zella-Mehlis • Schleusingen • Oberhof • Meiningen • Schmalkalden | Kreisfreie Stadt Schmalkalden-Meiningen Hildburghausen Schmalkalden-Meiningen |

1 Funktionsteilig, gemeinsam 102.984 Einwohner (2024)

## Mittelzentren mit Teilfunktionen eines Oberzentrums
| Zentrum                                  | Landkreis             |
| ---------------------------------------- | --------------------- |
| Altenburg                                | Altenburger Land      |
| Gotha                                    | Gotha                 |
| Mühlhausen/Thüringen                     | Unstrut-Hainich-Kreis |
| Saalfeld / Rudolstadt / Bad Blankenburg1 | Saalfeld-Rudolstadt   |
| Weimar                                   | Kreisfreie Stadt      |

1 gemeinsam 59.781 Einwohner (2024)

## Mittelzentren
| Zentrum                          | Landkreis             |
| -------------------------------- | --------------------- |
| Apolda                           | Weimarer Land         |
| Arnstadt                         | Ilm-Kreis             |
| Artern                           | Kyffhäuserkreis       |
| Bad Langensalza                  | Unstrut-Hainich-Kreis |
| Bad Lobenstein                   | Saale-Orla-Kreis      |
| Bad Salzungen                    | Wartburgkreis         |
| Eisenberg                        | Saale-Holzland-Kreis  |
| Greiz                            | Greiz                 |
| Heilbad Heiligenstadt            | Eichsfeld             |
| Hermsdorf / Bad Klosterlausnitz1 | Saale-Holzland-Kreis  |
| Hildburghausen                   | Hildburghausen        |
| Ilmenau                          | Ilm-Kreis             |
| Leinefelde-Worbis                | Eichsfeld             |
| Neuhaus am Rennweg / Lauscha2    | Sonneberg             |
| Pößneck                          | Saale-Orla-Kreis      |
| Schleiz                          | Saale-Orla-Kreis      |
| Schmölln / Gößnitz3              | Altenburger Land      |
| Sömmerda                         | Sömmerda              |
| Sondershausen                    | Kyffhäuserkreis       |
| Sonneberg                        | Sonneberg             |
| Stadtroda                        | Saale-Holzland-Kreis  |
| Zeulenroda-Triebes               | Greiz                 |

1 gemeinsam 11.609 Einwohner (2024)

2 gemeinsam 11.601 Einwohner (2024)

3 gemeinsam 16.955 Einwohner (2024)
Als Städtebund zwischen den eigenständigen Mittelzentren Greiz sowie Reichenbach im Vogtland in Sachsen und den Städten Netzschkau und Elsterberg existiert auch der Städteverbund Nordöstliches Vogtland.

## Grundzentren
Die insgesamt 85 Grundzentren sind in den Artikeln der jeweiligen Landkreise unter dem Abschnitt Städte und Gemeinden aufgeführt.